# ジェリッド・ベイレス
ジェリッド・ベイレス (Jerryd Andrew Bayless 1988年8月20日 - )は、アメリカ合衆国アリゾナ州フェニックス出身のプロバスケットボール選手。ポジションはガード。

## 来歴
アリゾナ州で生まれ育ったベイレスは、高校・大学もフェニックスで過ごし、大学はアリゾナ大学で2年間プレー。NCAAトーナメントにも出場した。2年生を終えたところで2008年のNBAドラフトにアーリーエントリーを表明。11位でインディアナ・ペイサーズから指名されたが、ドラフト会議当日にポートランド・トレイルブレイザーズが13位で指名したブランドン・ラッシュの交渉権、ジャレット・ジャック、ジョシュ・マクロバーツとの交換トレードが行われ、ブレイザーズでNBA生活を迎えることになった。

NBA入り後は典型的なジャーニーマンに落ち着き、2010年10月にニューオーリンズ・ホーネッツに、翌月にはトロント・ラプターズに移籍と、なかなか一つのチームに落ち着くことは出来なかった。

更にラプターズからクオリファイング・オファーの提示を拒否された2012年7月に、メンフィス・グリズリーズと契約。2014年1月にはボストン・セルティックスに移籍した。

2014年7月、ミルウォーキー・バックスと契約した。
2015年4月25日のプレーオフ1stラウンドのシカゴ・ブルズ戦の第4戦で、チームのスイープ負けを免れる決勝ブザービーターレイアップシュートを決め、バックスに2010年以来のプレーオフ勝利をもたらした。
2016年7月1日、フィラデルフィア・76ersと3年2700万ドルの契約を結んだ。しかし、2016-17シーズンは開幕から右手首の負傷で欠場が続き、12月15日にチームから手術の為に同シーズンを全休することが発表された。
2018年11月、ジミー・バトラー絡みの大型トレードによりミネソタ・ティンバーウルブズに移籍した。

## プレースタイル
ポイントガードながらシュートを優先するタイプの選手であり、アシスト能力は今一つで、これまでのプロキャリアの中で平均アシスト数が4を越えたことがない。シュート成功率も必ずしも良い方ではなく、無駄撃ちが多い点が難点となっている。